# Stiftung Judaica – Zentrum für Jüdische Kultur

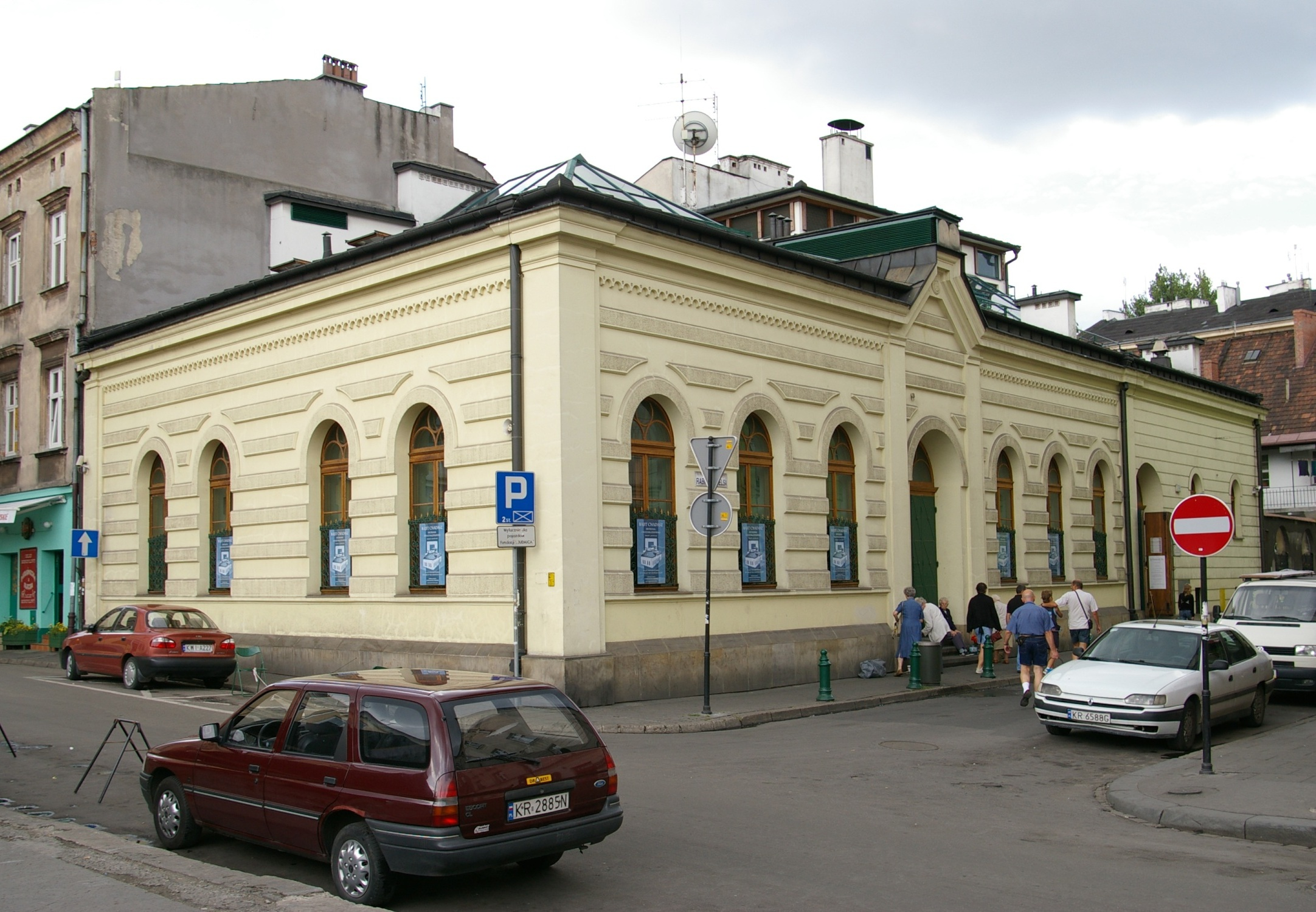
Stiftung Judaica – Zentrum für Jüdische Kultur in Krakau im ehemaligen Gebetshaus Bne Emuna von Kazimierz

Die Stiftung Judaica (polnisch Fundacja Judaica – Centrum Kultury Żydowskiej) ist ein 1991 gegründetes jüdisches Kulturzentrum im Krakauer Stadtteil Kazimierz.

## Geschichte
Die Idee für die Stiftung wurde in den 1980er Jahren gemeinsam mit dem Präsidenten der Jüdischen Kultusgemeinde in Krakau entwickelt und sie 1991 gegründet. 1993 entstand im ehemaligen Gebetshaus Bne Emuna am Plac Żydowski („Jüdischer Platz“) in Krakau das Zentrum für Jüdische Kultur. Das Haus war in den 1880er Jahren errichtet worden und hatte religiöse Funktionen erfüllt, war aber im Laufe der Zeit verfallen. 1993 konnte es durch Hilfe verschiedener Organisationen renoviert werden. Seitdem dient es als Ort für Seminare, Vorträge und Ausstellungen des Zentrums für jüdische Kultur, wie den alljährlichen Vortrag zum Gedenken an Aleksander und Alicja Hetz (Annual Memorial Lecture) und die Settimana della Cultura Ebraica, die gemeinsam mit dem italienischen Kulturinstitut in Krakau organisiert wird.

## Ziele
Ziel ist es, das jüdische Erbe im Krakauer Stadtteil Kazimierz zu erhalten, ein Forum für den polnisch-jüdischen Dialog zu schaffen und Jugendlichen die jüdische Geschichte und Kultur nahezubringen. Dazu werden unter anderem Treffen und Lesungen mit polnischen und jüdischen Gelehrten, Künstlern und Überlebenden des Holocaust veranstaltet.